# Euclemensia
Euclemensia is een geslacht van vlinders uit de familie van de prachtmotten (Cosmopterigidae). De wetenschappelijke naam van het geslacht is voor het eerst geldig gepubliceerd in 1878 door A.R. Grote.
Brackenridge Clemens had dit geslacht oorspronkelijke beschreven in 1864. Hij noemde het Hamadryas. Hamadryas bleek echter reeds in 1806 gebruikt door Jacob Hübner voor een geslacht van vlinders uit de familie Nymphalidae. A.R. Grote stelde daarom in 1878 Euclemensia voor als nomen novum ter vervanging van Hamadryas. 

## Soorten
- Euclemensia barksdalensis Lee & Brown, 2011
- Euclemensia bassettella (Clemens, 1864)
- Euclemensia schwarziella Busck, 1900
- Euclemensia woodiella (Curtis, 1830)
- Euclemensia caminopa (Meyrick, 1937) (= Sisyrotarsa caminopa. Vitor O. Becker heeft in 1999 Sisyrotarsa als een junior synoniem van Euclemensia aangeduid.[3])